# Châtillon-Coligny
Châtillon-Coligny é uma comuna francesa na região administrativa do Centro, no departamento Loiret. Estende-se por uma área de 25,37 km². Em 2010 a comuna tinha 1 907 habitantes (densidade: 75,2 hab./km²).